# Monument aux morts de Quinsac
Le monument aux morts de Quinsac, réalisé par le sculpteur Gaston Schnegg en 1920, est situé dans la commune Quinsac, dans le département de la Gironde, en France.

## Description
Le monument est constitué d'un obélisque avec un coq à sa base sur une couronne de laurier, symbole de la France victorieuse. Dans la partie supérieure de celui-ci est sculpté un médaillon représentant le visage de terreur de Pierre Schnegg, fils du sculpteur, disparu dans la bataille du Chemin des Dames. « Un visage d’enfant exprimant sa terreur devant la mort ».

## Histoire

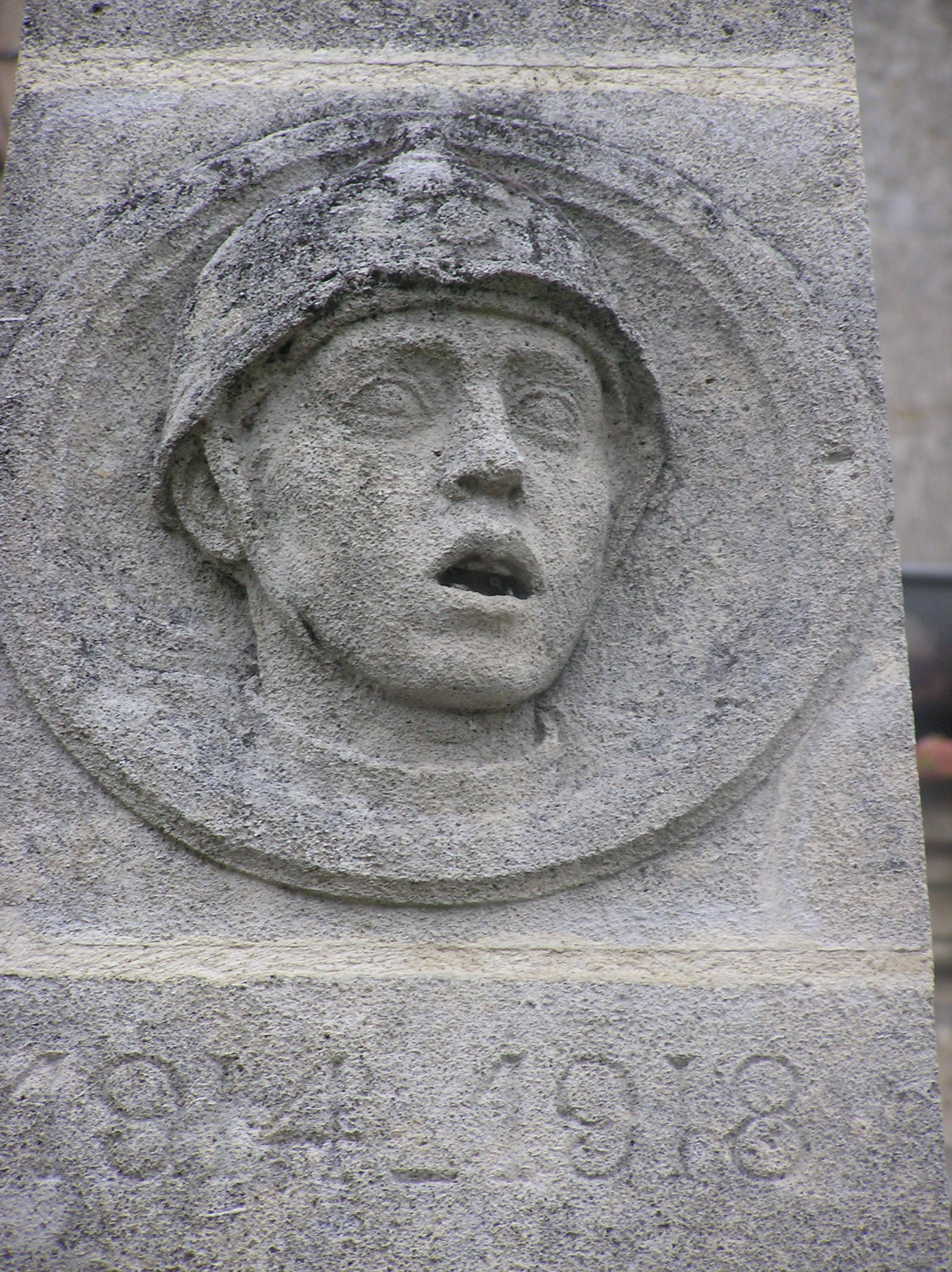
Visage de Pierre.

Le monument aux morts a été édifié dans le cimetière en 1920 ; il a été déplacé en 2000 et installé à proximité de l'église de Quinsac. L'histoire du monument est liée à celle de Gaston Schnegg qui le créa. Gaston Schnegg, né à Bordeaux en 1866, est alors un artiste réputé, parmi les collaborateurs reconnus de Rodin. Pendant la guerre, il se réfugie avec sa famille à Quinsac. 
En 1917, Pierre, son fils, est tué au Chemin des Dames. Après la guerre, le conseil municipal de Quinsac décide d'élever un monument à ses morts. Gaston Schnegg réalise la sculpture et fait don de son travail. Il donne les traits de son fils au visage horrifié du soldat en médaillon et il immortalise la victoire par un coq. C'est le seul monument aux morts réalisé par le sculpteur.